# Tarsille de Rome
Tarsille était une des trois tantes du pape Grégoire Ier dit Grégoire le Grand. Elle vivait au VIe siècle. Avec sa sœur Émilienne, elle se consacra à Dieu, et vécut dans la piété et la mortification. Son neveu disait qu'elle était « la plus assidue à l'oraison, la plus sévère pour l'abstinence et pour la modestie... et qu'elle arriva ainsi à un éminent degré de sainteté. »
Elle est fêtée dans l'église catholique le 24 décembre, en même temps que 
- Adèle de Pfalzel, fondatrice du monastère de Pfalzel, Rhénanie.
- Delphin de Bordeaux, évêque de Bordeaux.

Tarsille a été représentée sur une eau-forte de Jacques Callot en 1632.

## Sources
- Vie des Saints pour tous les jours de l'année - Abbé Jaud - Tours - Mame - 1950
- Prions en église - Éditions Bayard - N° 276 - page 18